# Sia (bůh)
Sia je staroegyptský bůh zosobňující vnímání. Doprovází boha Rea ve sluneční bárce spolu s Huem a dalšími bohy spojenými s nějakou schopností. Často drží v ruce Reův papyrus. Zvláště významnou tvoří dvojici s Huem, jenž zosobňoval prvotní tvořitelské slovo boha Atuma. Oba doprovázejí rovněž Thovta a od Nové říše jsou považováni za dvě ze 14 tvůrčích sil boha Amon-Rea.

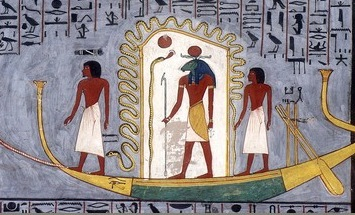
Bůh Re doprovázený Siou vlevo, Hekou vpravo a hadem Mehenem